# Stanislavs Ladusãns
Stanislavs Ladusãns SJ (Rudzeisi, Letônia, 22 de agosto de 1912 - Rio de Janeiro, 25 de julho de 1993) foi um professor de filosofia letão-brasileiro, membro da Academia Brasileira de Filosofia e padre da Igreja Católica enviado ao Brasil pela Companhia de Jesus em 17 de fevereiro de 1947. Apesar de ter nascido na Letônia, construiu sua carreira na Polónia, na Itália e no Brasil.

## Biografia
Nasceu em 22 de agosto de 1912 na aldeia de Rudzeiši, paróquia de Zvirgzdene, distrito de Ludza, província de Lategália (única província letã de maioria católica), a vinte quilômetros da fronteira com a Rússia. Depois de se formar na escola primária de Zvirgzdene na sexta série e no Ginásio Estadual Ludza na primavera de 1931, ele entrou no Seminário Teológico Católico de Riga. Em 1933, ele foi admitido no noviciado jesuíta da Staravies. No segundo ano do noviciado, Stanislav já era aluno da Faculdade de Filosofia da Universidade de Cracóvia.
Em 5 de outubro de 1936, a liderança espiritual enviou S. Ladusāns a Roma para continuar seus estudos na Universidade St. Gregory. Ele completou seus estudos em filosofia na primavera de 1938 e imediatamente começou seus estudos em teologia, que concluiu em 1942 com um diploma de bacharel. Consagrado como sacerdote em 26 de junho de 1941. S. Ladusāns recebeu seu doutorado em 1946. Em 1947 imigrou para o Brasil, onde se radicou.

### Carreira
Já Doutor em Filosofia pela Pontifícia Universidade Gregoriana de Roma, fundou em 1970 a Sociedade Brasileira de Filósofos Católicos e, posteriormente, o Centro de Pesquisas Filosóficas em São Paulo. A partir de 1953 o Prof. Pe. Stanislavs Ladusãns assumiu a direção da Biblioteca do Centro de Estudos Superiores da Companhia de Jesus, especializada em Filosofia e Teologia, que foi iniciada em Nova Friburgo (RJ).
Já com pós-doutorado, Ladusãns não pôde retornar à Letônia por conta das ocupações soviéticas. Ele escondeu sua identidade dos órgãos de segurança, pois, na época, letões estavam sendo repatriados à força para a União Soviética. Suas ideias emergem do século XIII e sintetizam o Tomismo sob a ótica da filosofia moderna e da fenomenologia. Também foi um estudioso do filósofo prussiano Immanuel Kant, a quem dedicou sua tese de doutorado.
Ele foi um dos primeiros a divulgar a filosofia concreta de Mário Ferreira dos Santos. Durante uma pesquisa científica sobre a situação do pensamento filosófico brasileiro, entrou em contato com a filosofia de Mário com quem passou a ter frequentes contatos pessoais.
Stanislavs Ladusãns ainda organizou quatro congressos de filosofia, foi membro da Pontifícia Universidade São Tomás de Aquino e Presidente da Associação Católica Interamericana de Filosofia. Em 1974, fundou e dirigiu o extinto Conjunto de Pesquisa Filosófica da PUC-RJ.
Do ano 1990 até sua morte (1993), foi professor de Filosofia do escritor Olavo de Carvalho.

###### Livro biográfico
Māra Kiope, doutora em Filosofia e professora na Universidade da Letônia, lançou em 2015 o livro Klātbūtne. Latviešu un brazīliešu filozofa jezuīta Staņislava Ladusāna dzīve un darbs ("Presença. Vida e Obra do Filósofo Letão e Brasileiro Jesuíta Stanislavs Ladusãns"), uma biografia do padre Stanislaus Ladusãns em 524 páginas.